# Sylwester (Stojczew)
Sylwester, imię świeckie Ołeksandr Michajłowycz Stojczew (ur. 30 maja 1980 w Odessie) – biskup Ukraińskiego Kościoła Prawosławnego Patriarchatu Moskiewskiego.

## Życiorys
Pochodzi z rodziny robotniczej z Odessy, tam też uzyskał średnie wykształcenie, zaś w 2002 r. ukończył odeskie seminarium duchowne. W 2005 r. rozpoczął studia na Moskiewskiej Akademii Duchownej, które ukończył pięć lat później, broniąc pracę kandydacką poświęconą myśli religijnej i filozoficznej Michaiła Tariejewa. Będąc studentem prowadził równocześnie zajęcia z różnych dyscyplin teologicznych na wydziale psychologii Rosyjskiego Uniwersytetu Prawosławnego im. Apostoła i Ewangelisty Jana Teologa. 2 kwietnia 2009 r. złożył wieczyste śluby mnisze przed arcybiskupem boryspolskim Antonim, przyjmując imię zakonne Sylwester na cześć świętego papieża Sylwestra. 11 kwietnia tego samego roku został wyświęcony na hierodiakona przez metropolitę kijowskiego i całej Ukrainy Włodzimierza, zaś 21 maja 2009 r. arcybiskup boryspolski Antoni udzielił mu święceń kapłańskich. W tym samym roku otrzymał godność ihumena, zaś w 2013 – archimandryty.
Po powrocie do Kijowa był wykładowcą kijowskiego seminarium duchownego i Kijowskiej Akademii Duchownej. W 2017 r. został prorektorem zespołu szkół ds. dydaktycznych i metodycznych. 21 grudnia tego samego roku Święty Synod Ukraińskiego Kościoła Prawosławnego Patriarchatu Moskiewskiego mianował go rektorem seminarium i Akademii w Kijowie, a także nominował na biskupa biłhorodzkiego, wikariusza eparchii kijowskiej. Jego chirotonia biskupia odbyła się 24 grudnia 2017 r. w cerkwi Świętych Antoniego i Teodozjusza Pieczerskich w kompleksie ławry Peczerskiej, pod przewodnictwem metropolity kijowskiego i całej Ukrainy Onufrego.
17 sierpnia 2022 r. została mu nadana godność arcybiskupa.